# Филип II (Насау-Вайлбург)
Вижте пояснителната страница за други личности с името Филип II.
Филип II фон Насау-Вайлбург (на немски: Philipp II von Nassau-Weilburg; * 12 март 1418; † 10 март/19 март 1492, Майнц) от род Дом Насау (Валрамска линия) е от 1442 до 1492 г. граф на Насау-Вайлбург.

## Произход и наследство
Той е най-възрастният син на граф Филип I фон Насау-Саарбрюкен (1368 – 1429) и втората му съпруга Елизабет от Лотарингия (1395 – 1456), дъщеря на граф Фридрих I от Водемон (1368 – 1415).
Баща му умира на 2 юли 1429 г. във Висбаден. Майка му поема регентството до 1438 г. През 1442 г. двамата братя си поделят територията. Неговият по-малък брат Йохан (1423 – 1472) получава Графство Саарбрюкен, а Филип получава Насау-Вайлбург.
След смъртта на брат му той поема заедно с граф Еберхард фон Вюртемберг опекунството за неговите деца до 1490 г. През 1470 г. дава сърегентство на синът си Йохан и след неговата смърт от 1480 – 1488 г. е регент на внукът си Лудвиг I. През 1490 г. предава управлението на Лудвиг I, оттегля се в Майнц и поема висша служба при архиепископа.

## Фамилия
Първи брак: на 25 юли 1440 г. с Маргарета фон Лоон-Хайнсберг (* 25 юли 1426; † 13 февруари 1446), дъщеря на граф Йохан III фон Лоон-Хайнсберг († 1443) и Валбургия фон Морз († 1453). Тя умира на 19 години. Те имат двама сина:
- Йохан III (* 27 юни 1441; † 14/15 юли 1480), женен 1464 г. за ландграфиня Елизабет фон Хесен Красивата (* 1453; † 22 април 1489)
- Филип (1443 – 1471)

Втори брак: през 1477 г. с Вероника фон Сайн-Витгенщайн (ок. 1430 – 3 август 1511, погребана в катедралата на Майнц), дъщеря на Георг I фон Зайн-Витгенщайн († 1472) и графиня Елизабет фон Марк († 1474/ сл. 1479). Бракът е бездетен.
Трети брак: Филип II се жени трети път или има връзка и има един син:
- Филип фон Насау († пр. 13 януари 1500), женен за Анна фон Клетенберг